# Condado de Chester (Tennessee)
El condado de Chester (en inglés: Chester County, Tennessee), fundado en 1879, es uno de los 95 condados del estado estadounidense de Tennessee. En el año 2000 tenía una población de 15.540 habitantes con una densidad poblacional de 21 personas por km². La sede del condado es Henderson.

## Geografía
Según la Oficina del Censo, el condado tiene un área total de 748 km² (288,8 mi²), de la cual 747 km² (288,4 mi²) es tierra y 1 km² (0,4 mi²) es agua.

### Condados adyacentes
- Condado de Henderson noreste
- Condado de Hardin sureste
- Condado de McNairy sur
- Condado de Hardeman suroeste
- Condado de Madison noroeste

## Demografía
En el 2000 la renta per cápita promedia del condado era de $34,349, y el ingreso promedio para una familia era de $41,127. El ingreso per cápita para el condado era de $15,756. En 2000 los hombres tenían un ingreso per cápita de $31,378 contra $21,615 para las mujeres. Alrededor del 14.40% de la población estaba bajo el umbral de pobreza nacional.

## Lugares

### Ciudades y pueblos
- Enville
- Henderson
- Milledgeville
- Silerton

### Comunidades no incorporadas
- Deanburg
- Jacks Creek